# Dave Hope
David Hope (7 de octubre de 1949) es un guitarrista y bajista estadounidense que tocó con la banda de rock progresivo estadounidense Kansas hasta la primera separación de esta banda en 1981.
Después de que los miembros de Kansas se separaron, Hope se convirtió al cristianismo y junto a Kerry Livgren fundaron la banda de rock cristiano AD en 1983.  Con este grupo, Dave grabó varios álbumes.
En la actualidad, Hope es un sacerdote anglicano y es miembro en la Iglesia Anglicana Emmanuel, la cual pertenece a la Misión Anglicana en América, con ubicación en la ciudad de  Destin, Florida.

## Discografía

### Kansas

#### Álbumes de estudio
- Kansas - 1974
- Song for America - 1975
- Masque - 1975
- Leftoverture - 1976
- Point of Know Return - 1977
- Two for the Show - 1978
- Monolith - 1979
- Audio-Visions - 1980
- Vinyl Confessions - 1981
- Drastic Measures - 1983
- Somewhere to Elsewhere - 2000

#### Álbumes en vivo
- Two for the Show - 1978

#### Álbumes recopilatorios
- The Best of Kansas - 1984
- Carry On - 1992
- The Kansas Boxed Set - 1994
- The Ultimate Kansas - 2002
- Sail On: The 30th Anniversary Collection - 2004
- Playlist: The Very Best of Kansas - 2008

### AD/Kerry Livgren
- Time Line (acreditado como «Kerry Livgren AD») - 1984
- Art of the State (acreditado como «AD») - 1985
- Reconstructions (acreditado como «AD») - 1986
- Prime Mover (acreditado como «Kerry Livgren AD») - 1988
- Reconstructions Reconstructed (acreditado como «Kerry Livgren AD») - 1997
- Prime Mover II (acreditado como Kerry Livgren) - 1997

### Ad Astra
- Beyond Our Bounds - 2008